# بمب‌افکن

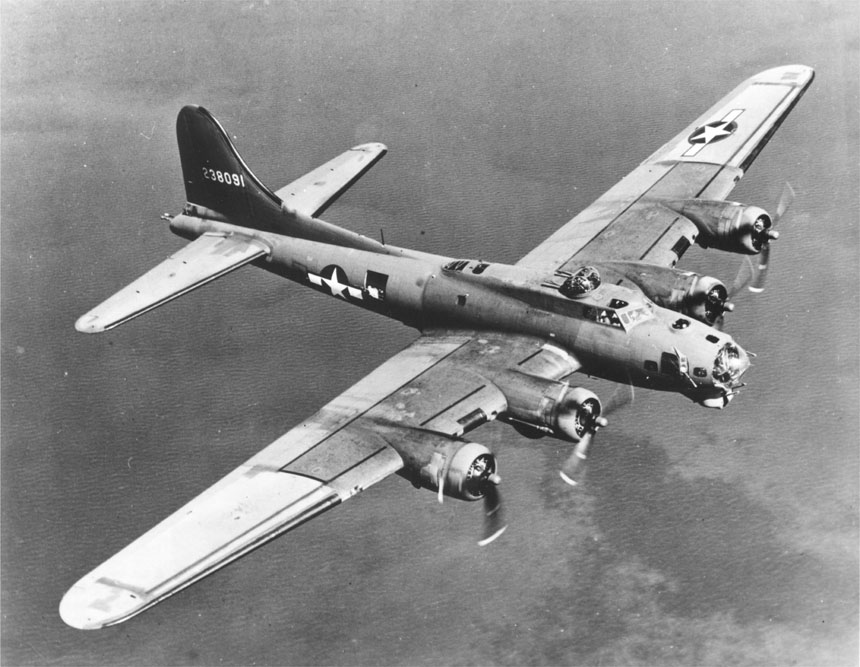
بمب‌افکن بی-۱۷ در جنگ جهانی دوم

بمب‌افکن رده‌ای از هواپیماهای نظامی است که برای حمله به هدف‌های زمینی و دریایی، با استفاده از انداختن انبوه بمب بر روی اهداف استراتژیک ساخته شده‌است.

## رده‌بندی بمب‌افکن‌ها
بمب‌افکن استراتژیک برای بمباران اهداف استراتژیک در نقاط دوردست مانند پایگاه‌ها، کارخانه‌ها، پل‌ها و… ساخته شده‌است.

## تاریخ
بمب‌افکنی از نخستین کاربردهای نظامی هواپیما بوده‌است. بمب‌افکن‌ها برای نخستین بار در خلال جنگ جهانی اول ساخته شدند. بمب‌افکن‌ها معمولاً در ارتفاع پائین پرواز می‌کنند و می‌توانند با سرعت پائینی پرواز کنند. به خاطر سرعت کم این هواپیماها، بمب‌افکن‌ها برای مبارزه با هواپیماهای دیگر مناسب نیستند.

## در جنگ جهانی دوم
بمب‌افکن‌ها در خلال جنگ جهانی دوم، خدمه زیادی که گاهی به ۱۲ تن می‌رسید با خود داشتند. معمولاً در آن زمان بمب‌افکن‌ها خلبان، کمک خلبان، چند توپچی در جلو، عقب، پایین و در قسمت دم و قسمت‌های جانبی داشتند.

## بمب‌افکن‌های امروزی
امروزه بمب‌افکن‌ها تنها دو خدمه دارند و باقی وظایف بر عهده رایانه قرار گرفته‌است. بمب‌افکن‌های امروزی سلاحهای بسیار کمتری دارند و می‌توانند بسیار سریعتر حرکت کنند.

## انواع بمب‌افکن
- بمب افکن استراتژیک
- بمب‌افکن تاکتیکی
- جنگنده زمینی یا (هواپیمای جنگی پشتیبانی نیروی زمینی)
- جنگنده بمب‌افکن

## بمب‌افکن‌های مشهور
- بی-۲ اسپیریت
- پ-۵۱ ماستنگ
- توپولف تی یو-۱۶۰
- استراتوفورترس ب-۵۲
- بی-۴۷ استراتوجت